# Diócesis de Panevėžys
La diócesis de Panevėžys (en latín: Dioecesis Panevezensis y en lituano: Panevėžio vyskupija) es una circunscripción eclesiástica de la Iglesia católica en Lituania. Se trata de una diócesis latina, sufragánea de la arquidiócesis de Vilna. Desde el 20 de mayo de 2016 su obispo es Genadijus Linas Vodopjanovas, de la Orden de Frailes Menores.

## Territorio y organización

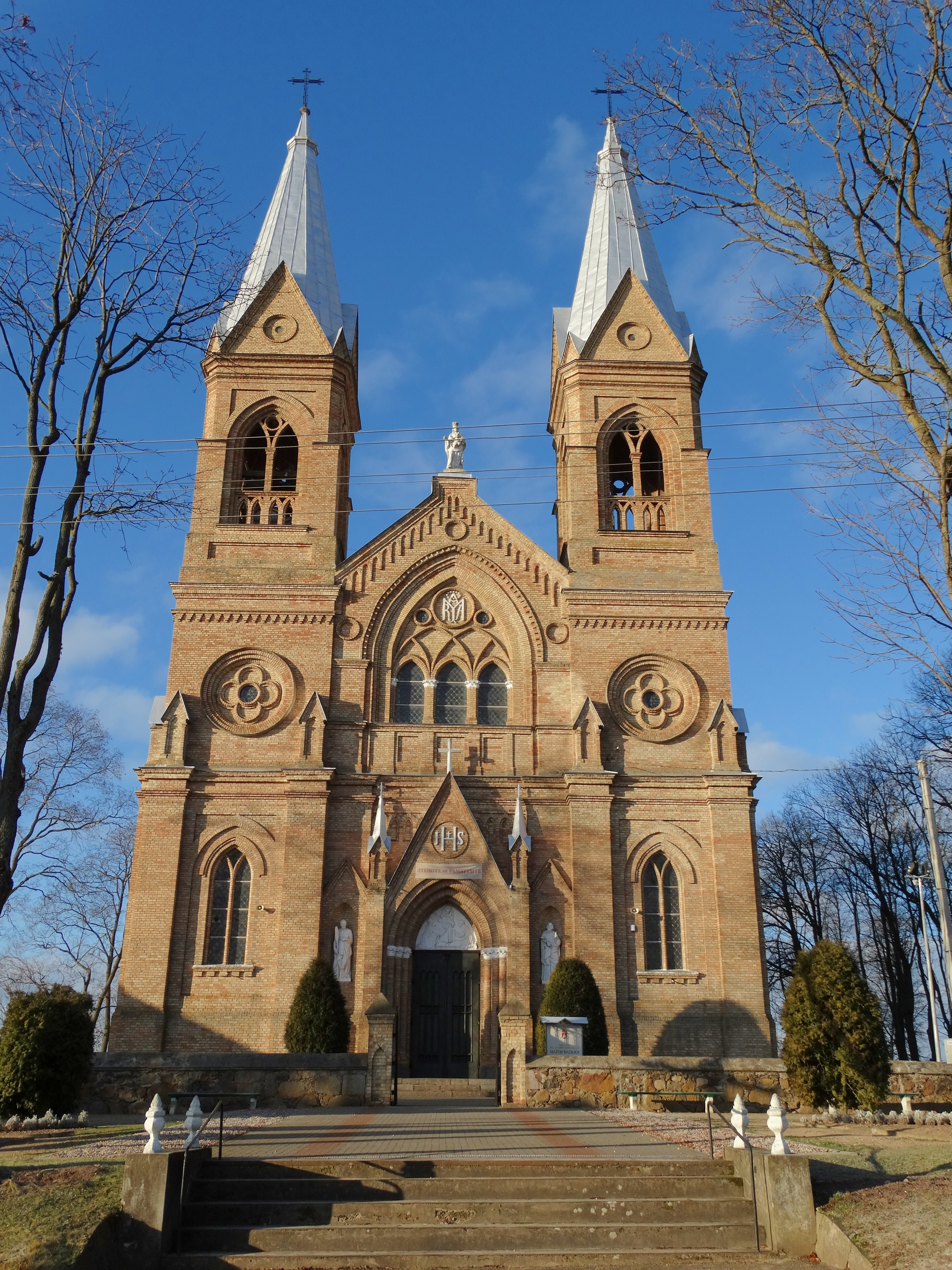
Basílica menor de la Asunción de la Virgen María, en Krekenava

La diócesis tiene 13 000 km² y extiende su jurisdicción sobre los fieles católicos de rito latino residentes en la provincia de Panevėžys y en la parte occidental de la provincia de Utena.
La sede de la diócesis se encuentra en la ciudad de Panevėžys, en donde se halla la Catedral de Cristo Rey. En Krekenava se encuentra la basílica de la Asunción de la Virgen María.
En 2023 en la diócesis existían 111 parroquias agrupadas en 9 decanatos: Anykščiai, Biržai, Krekenava, Kupiškis, Panevėžys, Pasvalys, Rokiškis, Utena y Zarasai.

## Historia
La mayor parte del territorio de la diócesis de Panevėžys hasta 1849 pertenecía a la diócesis de Vilna y a la diócesis de Samogitia. En 1920 las 13 iglesias del decanato de Zarasai de la diócesis de Samogitia entraron en el territorio controlado por el ejército de Polonia. En 1925 fue asignado a la arquidiócesis de Vilna.
La diócesis fue erigida el 4 de abril de 1926 mediante la bula Lituanorum gente del papa Pío XI, separando territorio de la diócesis de Samogitia. Esto reguló el ajuste de los límites administrativos de la Iglesia católica en los Estados bálticos a los límites políticos de la época. 
Originalmente sufragánea de la arquidiócesis de Kaunas, el 24 de diciembre de 1991 pasó a formar parte de la provincia eclesiástica de la arquidiócesis de Vilna mediante las bulas Quo efficacius y Rerum profecto del papa Juan Pablo II.
El 28 de marzo de 1997 cedió una parte de su territorio para la erección de la diócesis de Šiauliai.

## Estadísticas
Según el Anuario Pontificio 2024 la diócesis tenía a fines de 2023 un total de 230 950 fieles bautizados.
| Año                                                                             | Población            | Población | Población      | Sacerdotes | Sacerdotes    | Sacerdotes    | Bautizados por sacerdote | Diáconos permanentes | Religiosos | Religiosos | Parroquias |
| Año                                                                             | Bautizados católicos | Total     | % de católicos | Total      | Clero secular | Clero regular | Bautizados por sacerdote | Diáconos permanentes | Varones    | Mujeres    | Parroquias |
| ------------------------------------------------------------------------------- | -------------------- | --------- | -------------- | ---------- | ------------- | ------------- | ------------------------ | -------------------- | ---------- | ---------- | ---------- |
| 1950                                                                            | 420 000              | 450 000   | 93.3           |            |               |               | ?                        |                      |            |            | 128        |
| 1970                                                                            | ?                    | ?         | ?              | 161        | 161           |               | ?                        |                      |            |            | 120        |
| 1980                                                                            | ?                    | ?         | ?              | 147        | 147           |               | ?                        |                      |            |            | 120        |
| 1990                                                                            | 450.000              | ?         | ?              | 129        | 129           |               | 3488                     |                      |            |            | 120        |
| 1999                                                                            | 377 500              | 443 500   | 85.1           | 99         | 99            |               | 3813                     |                      |            | 84         | 113        |
| 2000                                                                            | 377 000              | 443 000   | 85.1           | 93         | 93            |               | 4053                     |                      |            | 71         | 113        |
| 2001                                                                            | 377 000              | 443 000   | 85.1           | 94         | 94            |               | 4010                     |                      |            | 79         | 113        |
| 2002                                                                            | 480 000              | 495 000   | 97.0           | 85         | 85            |               | 5647                     |                      |            | 79         | 112        |
| 2003                                                                            | 333 300              | 405 500   | 82.2           | 89         | 88            | 1             | 3744                     |                      | 7          | 97         | 111        |
| 2004                                                                            | 333 300              | 405 500   | 82.2           | 92         | 91            | 1             | 3622                     |                      | 5          | 95         | 112        |
| 2013                                                                            | 319 000              | 388 000   | 82.2           | 94         | 89            | 5             | 3393                     |                      | 9          | 57         | 111        |
| 2016                                                                            | 314 000              | 381 000   | 82.4           | 88         | 84            | 4             | 3568                     |                      | 8          | 62         | 111        |
| 2019                                                                            | 240 000              | 293 000   | 81.9           | 80         | 77            | 3             | 3000                     |                      | 8          | 58         | 111        |
| 2021                                                                            | 234 000              | 286 500   | 81.7           | 87         | 82            | 5             | 2689                     |                      | 10         | 46         | 111        |
| 2023                                                                            | 230 950              | 282 150   | 81.9           | 82         | 77            | 5             | 2816                     |                      | 10         | 48         | 111        |
| Fuente: Catholic-Hierarchy, que a su vez toma los datos del Anuario Pontificio. |                      |           |                |            |               |               |                          |                      |            |            |            |

## Episcopologio
- Kaziemiras Paltarokas † (5 de abril de 1926-3 de enero de 1958 falleció)
  - Sede vacante (1958-1991)
  - Paulius Šidlauskas † (1961) (administrador apostólico)
  - Povilas Bakšys † (1962-1969) (administrador apostólico)
  - Romualdas Krikščiūnas † (1969-1983) (administrador apostólico)
  - Kazimieras Dulksnys † (1984-1989) (administrador apostólico)
  - Juozas Preikšas † (2 de abril de 1989-24 de diciembre de 1991 nombrado obispo) (administrador apostólico)
- Juozas Preikšas † (24 de diciembre de 1991-5 de enero de 2002 retirado)
- Jonas Kauneckas (5 de enero de 2002-6 de junio de 2013 retirado)
- Lionginas Virbalas, S.I. (6 de junio de 2013-11 de junio de 2015 nombrado arzobispo de Kaunas)[nota 1]
- Genadijus Linas Vodopjanovas, O.F.M., desde el 20 de mayo de 2016